# Segue 3
Segue 3 és un tènue cúmul globular de la Via Làctia. Va ser descobert el 2010 de les dades obtingudes per l'Sloan Digital Sky Survey. És localitza a la constel·lació del Pegàs, a una distància d'aproximadament 17 kpc del Sol i s'allunya d'ell amb la velocitat de 167.1 ± 1.5 km/s.
Segue 3 és extremadament tènue—la seva magnitud absoluta visible és calculada en −1.2 o fins i tot sobre 0.0 ± 0.8, cosa que significa que el grup és només 100 a 250 voltes més brillants que el Sol. El seu petit radi —d'aproximadament 2.1 pc—és típic pels cúmuls globulars galàctics. El cúmul té una forma lleugerament aplanada i mostra algunes evidències de la pertorbació de les marees.
La metal·licitat de les tres estrelles de Segue 3 és [Fe/H] ≈ −1.7, cosa que significa que contenen 70 vegades menys elements pesants que el Sol. Aquestes estrelles tenen més de 12 mil milions d'anys. Segue 3 sembla un dels cúmuls globals més febles de la Via Làctia.